# Ryusei (satelita)
Ryseui (OREX) – japoński satelita technologiczny do praktycznego badania procesu ponownego wejścia statku kosmicznego do atmosfery Ziemi. Stanowił element prac badawczo-rozwojowych związanych z japońskim kosmoplanem HOPE-X. Wystrzelony wraz z satelitą Myojo.
Statek rozpoczął wykonywanie manewru powrotu do ziemskiej atmosfery o 00:01:05 UTC 4 lutego 1994, uruchamiając na 285 sekund cztery silniki hydrazynowe. O godzinie 00:30 UTC wodował w oceanie 460 kilometrów na południe od Wyspy Bożego Narodzenia.
Cele naukowe misji:
- pomiary aerodynamiki i tarcia aerodynamicznego w trakcie przechodzenia przez atmosferę
- pomiary oddziaływania wysokiej temperatury na poszycie statku
- badania przerwy łącznościowej w trakcie powrotu w atmosferę
- badania odbioru danych GPS w trakcie pobytu na orbicie i wchodzenia w atmosferę

Statek zasilany był wyłącznie z akumulatorów.